# Boot-ROM
Ein Boot-ROM ist heute ein spezieller Speicherchip, der als ROM (Nur-Lese-Speicher) den für den Start- und Initialisierungsvorgang benötigten Programmcode – den sogenannten Bootloader – enthält und nach Betätigen der Einschalt- oder Resettaste eines Gerätes von der Steuereinheit des Gerätes ausgelesen wird. Mit diesen ersten Daten und Befehlssequenzen werden beispielsweise bei einem Computer die Hardwarekomponenten auf Vorhandensein überprüft und die den jeweiligen Komponenten – beispielsweise CPU, Grafikkarte und Laufwerke – zugewiesenen Startparameter während der „Initialisierung“ übergeben.
Das Boot-ROM wurde bereits in den frühen 1960er Jahren in Form von Dioden-Arrays bei den ersten programmierbaren elektronischen Rechen- und Werkzeugmaschinen eingesetzt. Das zukunftsweisende Prinzip wurde auch beim Computer übernommen. In den ersten Computersystemen gab es, abgesehen von Magnetbändern, keine Massenspeicher. Als Datenträger dienten zunächst manuell erstellte Lochkarten oder Papierstreifen. Disketten und optische Datenträger in Form von CD-ROM und DVD-ROM sowie Festplatten sind später entwickelte PC-Komponenten.
Der beim Start erforderliche Programmcode musste noch mit einem Lochstreifen, später mit einer Boot-Diskette in den Arbeitsspeicher geladen werden, das war zeitaufwändig und fehlerträchtig. Mit der Einführung des Modul-Prinzips in der Computerarchitektur wurden spezielle Platinen (beispielsweise „Grafikkarte“, „Netzwerkkarte“, „Soundkarte“, Modem und andere) in großer Vielfalt entwickelt. Für die Ansteuerung der einzelnen Komponenten wurden Normen – sogenannte Schnittstellen – und „Treiber“ erforderlich. Diese Aufgabe übernahmen in Teilen auch die Boot-ROMs, hierbei wurden die spezifischen Parameter der Hauptplatine (das sogenannte Chipset) und speziell für die jeweilige Steuer- und Regeltechnik der Hauptplatine benötigte Parameter gespeichert. Neben dem Boot-ROM findet sich auf der Computer-Hauptplatine auch ein spezieller Speicherbaustein für das BIOS, dieser Code wird meist auf einem EPROM oder Flash-ROM gespeichert und kann so, im Gegensatz zum auf der Platine angelöteten Boot-ROM, im Bedarfsfall auch ausgewechselt werden (BIOS aktualisieren). Bei Einchipmikrocontrollern wie beispielsweise dem Atmel AVR, die man in vielen elektronischen Geräten als Steuerung findet, ist das Boot-ROM bereits in den Mikroprozessor integriert.